# Cannibal & the Headhunters
Cannibal & the Headhunters fue una banda de rock estadounidense originaria del Este de Los Ángeles. En 1965, se convirtieron en uno de los primeros grupos integrados por descendientes de la inmigración mexicana que alcanzó el éxito en las listas comerciales estadounidenses, gracias al sencillo "Land of a Thousand Dances".  Acompañaron a The Beatles como teloneros durante su segunda gira americana, en colaboración con la banda de King Curtis, actuando en el mítico concierto del Shea Stadium en agosto de 1965.

## Historia
Fueron descubiertos por Eddie Davis, fundador y dueño de Rampart Records, a mediados de la década de 1960, siendo uno de los grupos mexicoamericanos pioneros del "East Side Sound" de Los Ángeles, un fenómeno musical que atrajo la atención internacional. Los integrantes de la formación provenían de los suburbios latinos Ramona Gardens y Estrada Courts, en el área de Boyle Heights de Los Ángeles y su principal fuente de inspiración fue la música de los grupos de doo wop que escuchaban sus vecinos afroamericanos. Fueron descubiertos por Eddie Davis, fundador y dueño de Rampart Records, a mediados de la década de 1960, siendo uno de los grupos mexicoamericanos pioneros del "East Side Sound" de Los Ángeles, un fenómeno musical que atrajo la atención internacional. Esta primera formación permaneció estable, grabando y realizando giras, hasta 1965, cuando Frankie "Cannibal" Garcia incorporó a dos nuevos vocalistas, Eddie Serrano y George Ochoa, a la banda. Alcanzaron el éxito con una versión del tema original de Chris Kenner, "Land of a Thousand Dances" que llegó a posicionarse en el número 30 de la lista Billboard Hot 100 a comienzos de 1965. Wilson Pickett grabó con éxito una nueva versión del tema en 1967, utilizando los arreglos que Max Uballez y Frankie García habían creado para la versión de Cannibal & the Headhunters.
El 7 de mayo de 1965, Cannibal and the Headhunters participaron junto a the Rolling Stones, the Beach Boys, the Righteous Brothers y Marty Robbins en un concierto en el Legion Field de Birmingham, Alabama. Tres meses más tarde, Paul McCartney pidió a la banda que acompañaran a The Beatles en su gira nortamericana, que tuvo lugar entre el 15 y el 31 de agosto y tuvo como escenarios principales el Shea Stadium de Nueva York y el Hollywood Bowl de California.
En 1983 Frankie (Cannibal) Garcia se retiró del negocio musical y cedió el liderazgo de Cannibal and the Headhunters a Robert Zapata, quien formaba parte de la banda desde 1969. Garcia falleció en 1996, a los 49 años de edad. Joe Jaramillo falleció en 2000 y Lopez el 30 de julio de 2010 debido a un cáncer de pulmón.

## Discografía

### Álbumes
- 1965 - Land Of 1000 Dances (Rampart Records)
- 1966 - The Original Smash Hit! Land Of 1000 Dances (CBS)

### Sencillos
- 1965 - Follow The Music / I Need Your Loving (Rampart Records)
- 1965 - Nau Ninny Nau / Here Comes Love (Rampart Records)
- 1965 - Land Of 1000 Dances / I'll Show You How To Love Me (Rampart Records)
- 1966 - Zulu King / La Bamba (Date Records)
- 1966 - Land Of A Thousand Dances / Love Bird (Date Records)
- 1966 - Please Baby Please / Out Of Sight (Rampart Records)
- 1969 - Get In On Up (Capitol Records)
- 1987 - Cannibal & The Headhunters / Bobby Curtola - Land Of 1000 Dances / Fortune Teller (Original Records)